# Тимолол
Тимоло́л — лекарственное средство, некардиоселективный бета-адреноблокатор. «Внутренней» симпатомиметической активностью не обладает. Применяется в лечении глаукомы.
Тимолол входит в перечень лекарственных препаратов.

## Применение в медицине

### Пероральное
Перорально используется:
- Для лечения высокого кровяного давления
- Для предотвращения сердечных приступов
- Для предотвращения мигрени

### В виде глазных капель
В форме глазных капель он используется для лечения открытоугольной, а иногда и вторичной глаукомы. Механизм действия тимолола, вероятно, заключается в уменьшении образования водянистой влаги в цилиарном теле глаза. Это был первый β-блокатор, одобренный для местного применения при лечении глаукомы в США (1978). При самостоятельном применении он снижает внутриглазное давление (ВГД) на 18–34% ниже исходного уровня в течение первых нескольких процедур. Тем не менее, у некоторых пациентов наблюдаются кратковременные побеги и долгосрочные последствия дрейфа. То есть толерантность развивается. Это может уменьшить степень суточной кривой ВГД до 50%. Эффективность тимолола в снижении ВГД во время сна может быть ограничена. Это в 5–10 раз более сильный β-блокатор, чем пропранолол. Тимолол чувствителен к свету; он обычно сохраняется с 0,01% хлорида бензалкония (ХБА), но также не содержит ХБА. Может также использоваться в дополнительной терапии ингибиторами пилокарпина или карбоангидразы.
В Кокрейновском обзоре сравнивалось влияние тимолола и бримонидина на замедление прогрессирования открытоугольной глаукомы у взрослых участников, но было недостаточно доказательств, чтобы прийти к выводам.

### Местное применение
В форме геля он используется на коже для лечения младенческой гемангиомы.

## Показания
Назначают препарат больным хронической открытоугольной глаукомой, а в некоторых случаях — и вторичной глаукомой.

## Режим дозирования
Закапывают по одной капле 0,25% или 0,5% раствора 2 раза в день. Иногда достаточно одноразового закапывания. При длительном применении тимолола возможно ослабление эффекта (тахифилаксия).

## Побочные действия
Местные побочные действия: раздражение глаз (покраснение, слезотечение, светобоязнь), нечеткость зрения, блефарит, диплопия.
Системное действие: аллергические реакции, сонливость, брадиаритмия, тошнота и рвота.

## Взаимодействие
При необходимости можно комбинировать тимолол с миотиками (пилокарпином), адреномиметиками и ингибиторами карбоангидразы (см. Диакарб). При этом может быть достигнуто более выраженное и продолжительное действие на внутриглазное давление. Имеются указания на то, что гипотензивное действие тимолола при глаукоме усиливается при сочетании с глазными каплями тауфона (см. Тауфон).

## Фармакокинетика
Действие препарата связано преимущественно с уменьшением секреции водянистой влаги, хотя не исключается также некоторое усиление оттока. На величину зрачка препарат влияния не оказывает. Эффект наблюдается при нормальном исходном и особенно при повышенном офтальмотонусе. Действие наступает обычно через 20 мин после инстилляции, достигает максимума через 1—2 ч и продолжается около 24 ч.

## Особые указания
При применении тимолола следует учитывать, что он всасывается из конъюнктивального мешка и может вызвать характерные для b-адреноблокаторов общие резорбтивные явления, в связи с чем его необходимо назначать с осторожностью больным, склонным к бронхиолоспазмам и страдающим сердечной недостаточностью. Местного раздражающего действия не наблюдается. У некоторых больных возможно небольшое замедление пульса. В редких случаях отмечается повышенная чувствительность к препарату. Не следует назначать препарат детям и беременным женщинам.